# Cant mossàrab
Es coneix com a cant mossàrab (encara que una denominació més precisa seria visigòtic o hispànic) a l'expressió musical associada a la litúrgia hispànica, pròpia de l'Església visigòtica espanyola i que perviu fins als nostres dies.

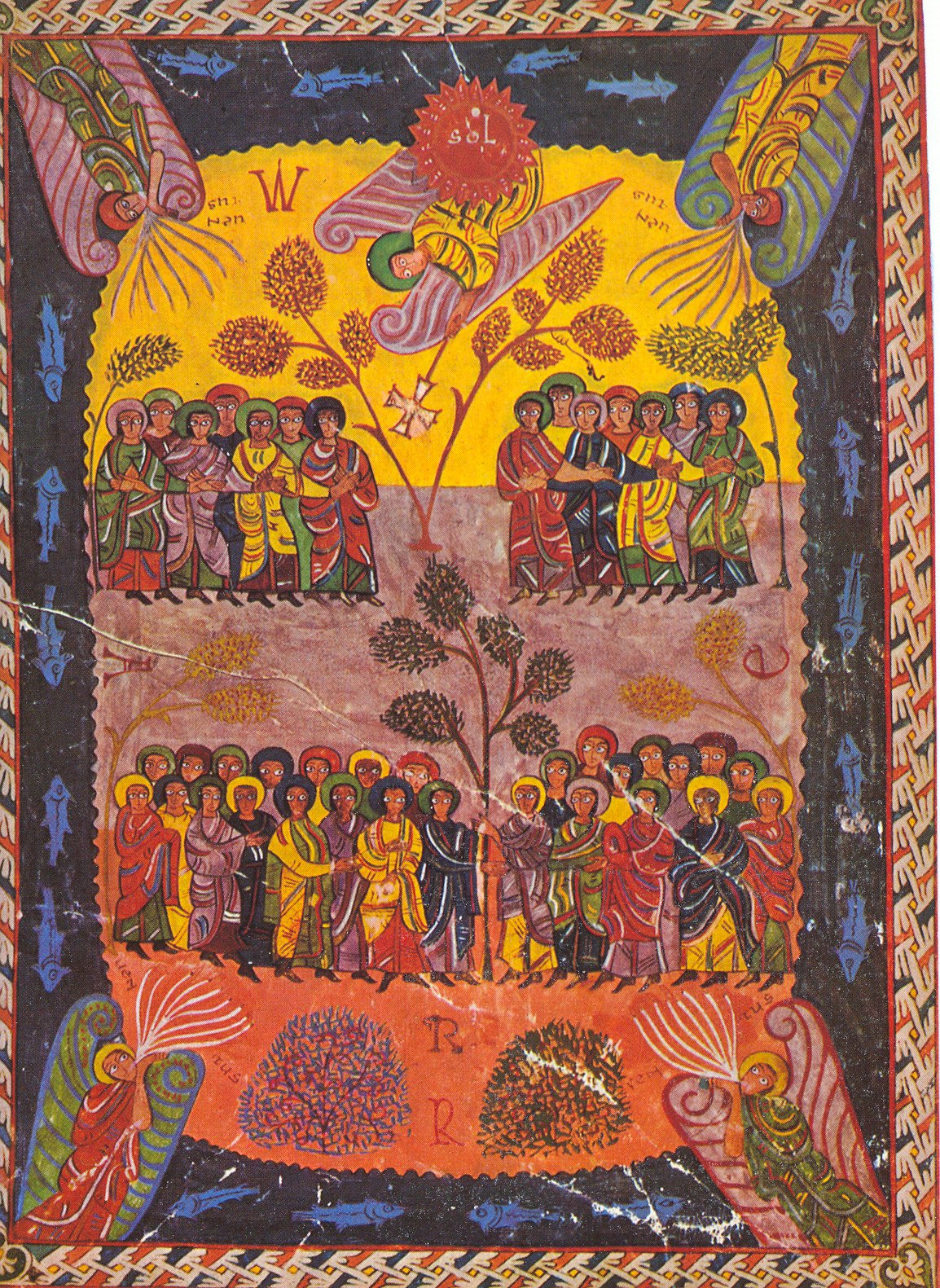
L'àngel, el sol i els quatre vents (Ap 7), miniatura del Beat de San Miguel de l'Escalada, Pierpont Morgan Library, Nova York, Ms. 644, f.° 115v.

## Característiques musicals
El cant hispànic és un cant monòdic, de gènere diatònic i ritme lliure.

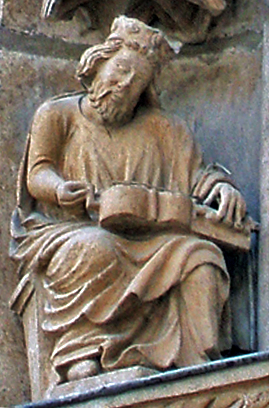
Tanyedor (músic) d'organistrum, Porta del Sarmental, catedral de Burgos (Espanya),.

- És cant, perquè és música essencialment vocal, és a dir, els instruments musicals poden acompanyar-lo, però no interpretar la melodia. Els instruments que l'acompanyaven seguien la pauta traçada en el Salm 150, 3-6: Laudate eum in sono tubae, laudate eum in psalterio et cithara, laudate eum in tympano et choro, laudate eum in chordis et organo, laudate eum in cymbalis benesonantibus, laudate eum in cymbalis iubilationis, omne quod spirat, laudet Dominum. Alleluia. I es poden deduir les seves formes de les miniatures dels beats i de les representacions de l'escultura romànica.
- És monòdic, perquè es desenvolupa en una sola línia melòdica, encara que, com els altres cants litúrgics cristians, es pot interpretar amb desenvolupaments en paral·lel en quinta descendent, Quarta ascendent i vuitena, segons la tessitura de qui ho canti.
- És diatònic, perquè no permet cromatismes en la seva constitució, és a dir, es construeix en escales formades per tons i semitons fixats aquests en els intervals mi-fa i si-do'.
- És de ritme lliure perquè, a diferència de la música figurada, no es dona una successió matemàtica de parts fortes i febles sotmeses a un compàs prefixat, és a dir: 'lliure' equival a 'no mesurat'. En el cant hispànic és l'arrencada inicial (anomenat arsis) seguit d'un repòs final (anomenat thesis) el que forma la cèl·lula rítmica fonamental. Així, és un ritme en el qual existeix una desigualtat quantitativa de durada entre els elements que componen la melodia, amb volta lliure, no isòcrona al temps primer, de tal manera que s'estableix una successió variable de temps binaris i ternaris.

A més, com la resta dels sistemes musicals diatònics, té una estructura modal, hereva de la música grecoromana.

## Formes musicals estranyes
Com en tots els cants litúrgics, les formes musicals, des del punt de vista literari, depenen directament del tipus d'estrofa, situació i contingut dels textos en els diversos actes litúrgics, des de la Missa al fet de resar en comunitat en l'ofici diví. (Vegeu la secció d'Estructures litúrgiques en l'article dedicat a la litúrgia hispànica.)
Des d'aquest plantejament es poden distingir les següents:
- - Ad accedentes.
  - Ad pacem.
  - Ad Sanctus. Responsori que introdueix el Sanctus.
  - Agios.
  - Alleluia.
  - Alleluiaticum.
  - Apostolus.
  - Benedictiones.
  - Clams.
  - Credo
  - Doxología.
  - Evangelium.
  - Gloria in excelsis.
  - Graecum.
  - Himne.
  - Laudes.
  - Lectio.
  - Missa'.
  - Oratio admonitionis.
  - Pater Noster.
  - Preces.
  - Prelegendum.
  - Psallendum
  - Repletum o Refecti.
  - Responsorium.
  - Sacrificium.
  - Salm.
  - Sancta Sanctis.
  - Sanctus.
  - Sono.
  - Threni.
  - Versus.

Pel que fa a la seva estructura simple, podem distingir cinc grups de formes musicals, comunes a gairebé totes les tradicions litúrgiques cristianes:
- - La salmòdia.
  - Els himnes
  - Les lectiones.
  - Els responsoris.
    - Les Lletanies.
    - Els responsoris breus.

  - Les antífones.
    - Els Alleluias.

  - Els cants melismàtics o trops, la majoria de les vegades desenvolupats sobre les parts fixes de la Missa (Kyrie, Gloria, Credo, Sanctus, Agnus Dei).

## Notació musical

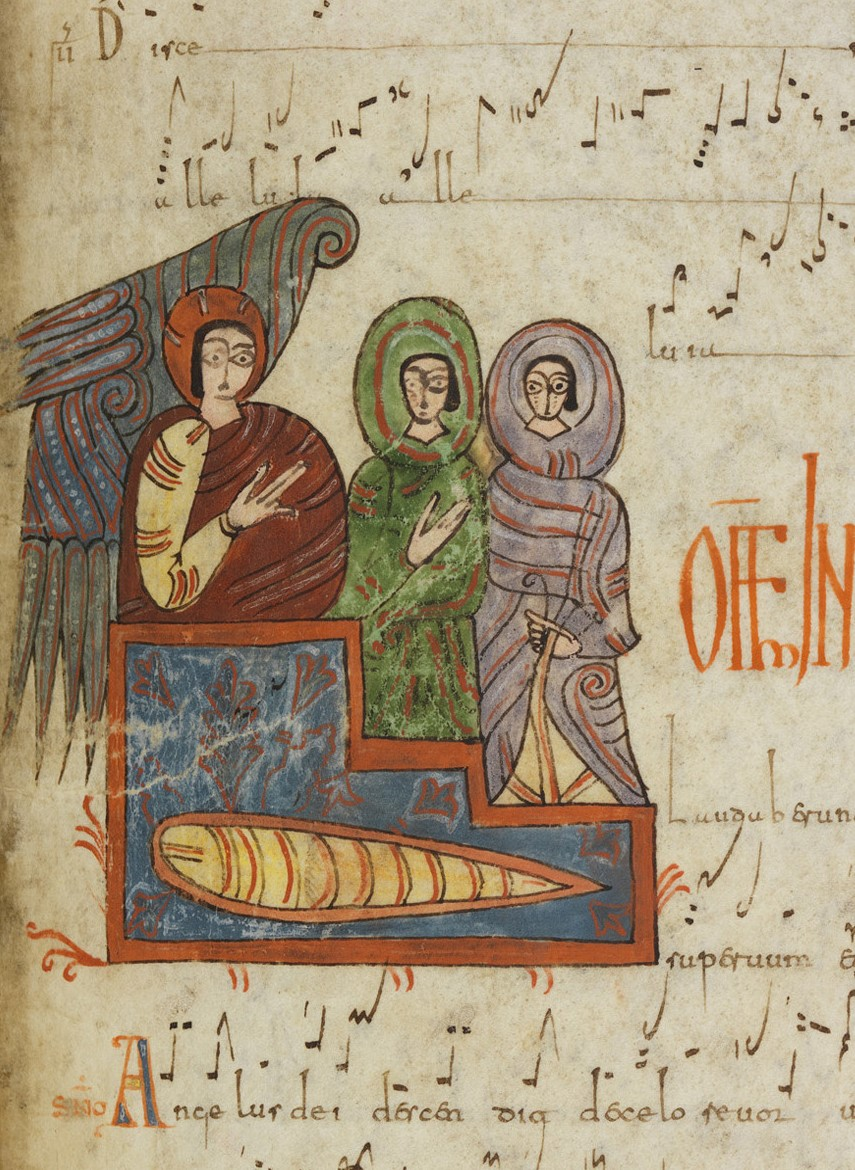
Pàgina amb notació visigótica, Antifonari de Lleó, s. X.

Quan al segle xi comença la desaparició dels usos litúrgics hispànics, la notació que plasmava les melodies que l'acompanyaven era pneumàtica. Aquesta notació visigótica està directament relacionada amb el sistema d'escriptura de l'època en terres hispàniques, la lletra visigòtica, i no va gaudir dels avançaments de l'escriptura musical introduïts per Guido D'Arezzo, de tal manera, que la seva lectura és bàsicament mnemotècnica i la seva interpretació actual és molt dificultosa.
Alguns codis alternen o acompanyen aquesta notació amb l'aquitana, la qual cosa aclareix algunes melodies, però l'heterogeneïtat dels copistes i les diverses escoles d'escriptura la fan pràcticament indesxifrable.
No és sinó gràcies a la reforma de Cisneros com coneixem la majoria de les melodies hispàniques, transcrites a notació gregoriana ja al segle xv.

## Fonts

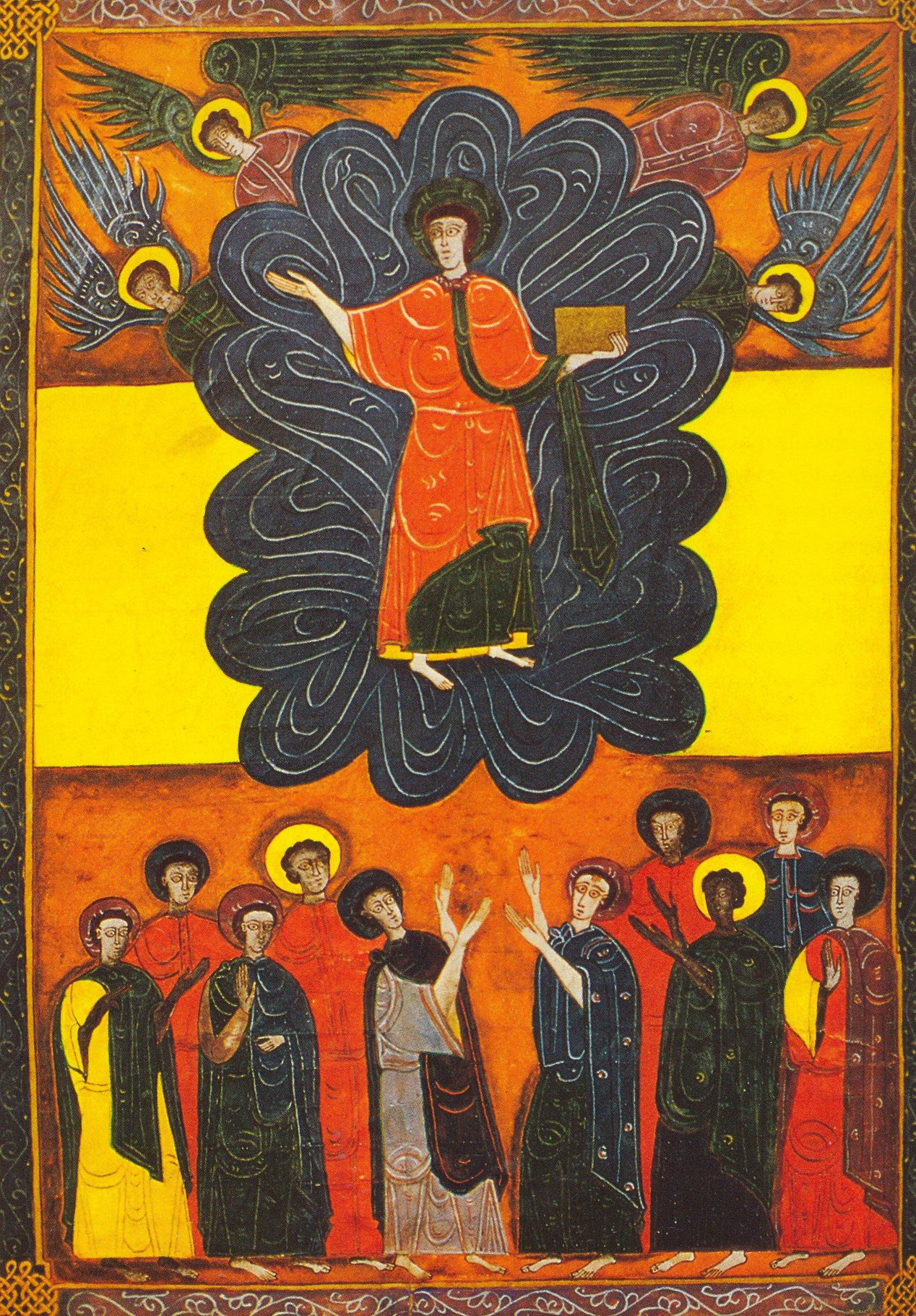
Crist portant el Llibre de la Vida, miniatura del Beat de Facundus, Madrid, Biblioteca Nacional d'Espanya, Ms Vit. 14.2, f.° 43v.

### Còdexs bíblics
Contenen textos de la Bíblia i van servir per a la lectio dels oficis. Els passatges més habitualment musicats són les Lamentacions de Jeremies.
- Madrid, Biblioteca de la Universitat Complutense, Ms. 31, ss. IX-X.
- Burgos, Arxivo Capitular, Expusición-vitrina 3, s. X. Procedent del monestir de Cardeña. Notació visigótica.
- Sitges, Arxiu del Monestir, s/n. Fragments de la Bíblia del monestir d'Oña.

### Liber commicus
És el llibre de les lectio per a l'ofici diví i la Missa. És el propi del lector.
- Autun, Biblioteca Municipal, 27 (s. 29), s. VII.
- París, Biblioteca Nacional, Lat. 2269, ss. VIII-IX.
- Toledo, Biblioteca Capitular, ms. 35.8, s. IX o XI.
- París, Biblioteca Nacional, Nouv. Acq. Lat. 2171, conclòs en 1067. Procedent del monestir de Sitges.
- León, Arxivo Capitular, 2, s. IX.
- Madrid, Biblioteca de la Reial Acadèmia de la Història, Aemil. 22, any 1073. Procedent del monestir de Sant Millán de la Cogolla.

### Liber psalmarius et canticorum
És un compendi del llibre dels Salms als quals se sumen altres càntics de l'Antic Testament assimilats a aquests. Solen incloure les antífones que precedeixen a la recitació de salms i càntics.
- Sant Lorenzo de l'Escorial, Biblioteca del Monestir, a III 5, s. X.
- Madrid, Biblioteca de la Reial Acadèmia de la Història, Aemil. 64 bis i 64 ter, s. X. Procedent del monestir de Sant Millán de la Cogolla.
- Amuntegues, Arxiu Municipal, s/n, s. IX. Procedent del monestir de Sitges.

### Liber hymnorum
Recullen poemes no bíblics però usats en la litúrgia. Segons sant Isidoro van ser introduïts per sant Hilario de Poitiers i popularitzats per sant Ambrosio de Milà. De la litúrgia ambrosiana van passar a la hispànica.
- Madrid, Biblioteca Nacional, ms. 10.001, s. XI. Procedent de Toledo i amb notació visigótica.
- Londres, British Library, ms. add. 30.851, s. XI. Procedent del monestir de Sitges i amb notació visigótica.

### Liber psalmographus
Contenia oracions relatives als salms i a les seves antífones. No se'n conserva cap.

### Manuale
És el llibre propi del sacerdot celebrant de la missa. Contenia l'ordinari de la Missa, que en el ritu hispànic posseeix una gran varietat. Tan sols queda un exemplar.
- Toledo, Biblioteca Capitular, 35.3, s. XI o XIII.

### Antiphonarium
És el llibre propi del cantor i conté, a més de les antífones, totes les peces cantades en la litúrgia.
- León, Arxiu Catedralici, núm. 8, s. X. Tradició B, és l'únic que es conserva íntegre. Conté tots els cants de la Missa i de l'Ofici diví, l'ordre del calendari litúrgic i totes les seves festes, celebracions ordinàries i fires. És el còdex musical més important de la litúrgia hispànica i és conegut com a Antifonari de Lleó.
- Saragossa, Facultat de Dret, conegut com a Llibre de Sant Vot, s. X. Procedent del monestir de Sant Joan de la Penya.
- París, Biblioteca Nacional, Nouv. Acq. Lat. 2199, s. X. Procedent del monestir de Sitges, tradició A i amb notació visigótica.
- Londres, British Library, ms. add. 11.695, s. XI. Procedent del monestir de Sitges, tradició B i amb notació visigòtica. Es tracta d'un Beat amb un fragment de l'antifonari de les misses de Sant Román i de la 1a. fira d'Advent.
- Madrid, Biblioteca Nacional, ms. 11.556, s. XI. Procedent del monestir de Sant Zoilo de Carrión, tradició B i amb notació visigòtica.

### Liber orationum
Incloïa les oracions de l'Ofici catedralici festiu.
- Verona, Biblioteca Capitular, ms. 89, any 731. Procedent de Tarragona.
- Londres, British Library, ms. add. 30.852, s. XI. Procedent del monestir de Sitges, tradició A i amb notació visigótica.

### Liber sermorum
Contenen sermons dels sants pares visigots, per llegir com a homilies després de la lectura de l'Evangeli. No contenen música.
- Londres, British Library, ms. add. 30.853, s. XI. Procedent del monestir de Sitges, tradició A.

### Liber ordinum
Incloïa les oracions completes de l'Ofici diví i dels ritus sacramentals. Hi ha dos tipus: episcopalis o maior i sacerdotalis o minor.
- Sitges, Arxiu del Monestir, ms. 4, any 1052. Tradició A, notació visigótica i aquitana (foli 144). És un Liber ordinum maior.
- Sitges, Arxiu del Monestir, ms. 3, any 1039. Tradició A, notació visigótica. És un Liber ordinum minor.
- Madrid, Biblioteca de la Reial Acadèmia de la Història, Aemil. 56, s. X. Procedent del monestir de Sant Millán de la Cogolla, tradició A i notació visigótica i aquitana. És un Liber ordinum minor.

### Liber horarum
Contenia els oficis complets de l'Ordo monasticum.
- Sitges, Arxiu del Monestir, ms. 7, s. XI. Tradició A, notació visigótica. És l'únic que es conserva complet.
- Santiago de Compostel·la, Biblioteca Universitària, cap de bestiar. 5, a. 1058. Conegut com a Llibre de les Hores de Fernando I, tradició B i notació visigótica.
- Salamanca, Biblioteca Universitària, ms. 2668, a. 1059. Procedent de León, tradició B i notació visigótica.
- Londres, British Library, ms. add. 30.851, s. XI. Procedent del monestir de Sitges, tradició A i amb notació visigótica.
- Toledo, Biblioteca Capitular, ms. 33.3, s. XII o XIII. Tradició B i notació visigótica.

### Liber precum
Inclou les pregàries de la Missa, oracions en forma de lletania i de caràcter penitencial. No es conserva cap independent, sinó inclosos en altres manuscrits.
- Londres, British Library, ms. add. 30.845, s. XI. Forma part d'un Liber misticus.
- Toledo, Biblioteca Capitular, ms. 35.5. Forma part d'un Liber misticus.

### Liber mixtusomisticus
Recopilen en un sol còdex formularis dels llibres ja anomenats, i estan enquadernats en volums.
- Londres, British Library, ms. add. 30.844, s. X. Procedent del monestir de Sitges, tradició A i amb notació visigótica.
- Londres, British Library, ms. add. 30.845, s. X. Procedent del monestir de Sitges, tradició A i amb notació visigótica.
- Londres, British Library, ms. add. 30.846, s. XI. Procedent del monestir de Sitges, tradició A i amb notació visigótica.
- Sitges, Arxiu del Monestir, ms. 6, s. XI. Tradició A i, al final, B, notació visigótica. És conegut com el Breviarium Gothicum.
- Toledo, Biblioteca Capitular, ms. 35.5, s. XIII, tradició A i amb notació visigótica. En aquest manuscrit està basada la reforma de Cisneros.
- Toledo, Biblioteca Capitular, ms. 35.6, ss. X-XI, tradició B i amb notació visigótica.
- Toledo, Biblioteca Capitular, ms. 35.7, ss. XI-XII, tradició A i amb notació visigótica.
- Madrid, Biblioteca Nacional, ms. 10.110, s. XI o XII-XIII. Procedent de la catedral de Toledo, tradició B i notació visigótica.
- Madrid, Biblioteca de la Reial Acadèmia de la Història, Aemil. 30, s. X. Procedent del monestir de Sant Millán de la Cogolla, tradició A i notació visigótica.

A més dels còdexs citats existeixen nombrosos fragments dispersos en catedrals i monestirs espanyols, a Madrid (Biblioteca Nacional, Reial Acadèmia de la Història), París (Biblioteca Nacional), Londres (British Library), Roma (Biblioteca Vaticana), Washington (Biblioteca del Congrés), etc.